# Джон Берроу
Джон Берроу (англ. John Barrow) — англійський футбольний тренер. Перший тренер, який працював з одним із найтитулованіших футбольних клубів світу — «Барселоною».
До Берроу роль тренера команди «Барселона» виконував капітан клубу. В 1917 році президент «Барси» Жоан Гампер вперше найняв головного тренера, дебют Берроу припав на матч чемпіонату Каталонії проти клубу «Інтернасьональ», що проходив 7 січня 1917 року, який завершився нульовою нічиєю. Всього, під час роботи з «Барселоною», Берроу керував клубом протягом 19 матчів, з яких переміг у 12-ти, 5 звів внічию і два матчі програв. Але клуб, з Берроу на чолі, так і не домігся виграшу жодного титулу, більше того, клуб зазнав дискваліфікацію в чемпіонаті Каталонії, за те що в ньому грав іноземець — філіппінський футболіст Гарчіторена, що було заборонено правилами. Через 4 місяці Берроу був звільнений через проблеми з алкоголем, яким він зловживав, і через невдалу гру його команди. Місце Берроу зайняв інший англієць, гравець клубу Джек Грінвелл.